# میشائیل گرایس
میشائیل گرایس (به آلمانی: Michael Greis) ورزشکار مرد رشتهٔ بیاتلون اهل کشور آلمان است. وی در بین سال‌های ‎۲۰۰۶ میلادی در مسابقات بازی‌های المپیک زمستانی در مجموع ۳ مدال طلا را کسب کرد.